# Те-Кроссінгс (Флорида)
Те-Кроссінгс (англ. The Crossings) — переписна місцевість (CDP) в США, в окрузі Маямі-Дейд штату Флорида. Населення — 23 276 осіб (2020).

## Географія
Те-Кроссінгс розташований за координатами 25°40′14″ пн. ш. 80°24′3″ зх. д. / 25.67056° пн. ш. 80.40083° зх. д. (25.670569, -80.400752).  За даними Бюро перепису населення США в 2010 році переписна місцевість мала площу 9,33 км², з яких 8,96 км² — суходіл та 0,36 км² — водойми.

## Демографія
Згідно з переписом 2010 року, у переписній місцевості мешкало 22 758 осіб у 8121 домогосподарстві у складі 6110 родин. Густота населення становила 2440 осіб/км².  Було 8587 помешкань (921/км²).
Расовий склад населення:
| - 88,0 % — білих - 4,7 % — чорних або афроамериканців - 2,5 % — азіатів - 0,1 % — корінних американців - 2,2 % — осіб інших рас |

До двох чи більше рас належало 2,4 %. Частка іспаномовних становила 69,4 % від усіх жителів.
За віковим діапазоном населення розподілялося таким чином: 21,0 % — особи молодші 18 років, 65,9 % — особи у віці 18—64 років, 13,1 % — особи у віці 65 років та старші. Медіана віку мешканця становила 40,5 року. На 100 осіб жіночої статі у переписній місцевості припадало 86,6 чоловіків;  на 100 жінок у віці від 18 років та старших — 81,6 чоловіків також старших 18 років.
Середній дохід на одне домашнє господарство  становив 76 838 доларів США (медіана — 63 547), а середній дохід на одну сім'ю — 84 965 доларів (медіана — 72 442). Медіана доходів становила 47 888 доларів для чоловіків та 42 168 доларів для жінок. За межею бідності перебувало 11,2 % осіб, у тому числі 13,8 % дітей у віці до 18 років та 13,8 % осіб у віці 65 років та старших.
Цивільне працевлаштоване населення становило 11 794 особи. Основні галузі зайнятості: освіта, охорона здоров'я та соціальна допомога — 24,9 %, науковці, спеціалісти, менеджери — 14,8 %, роздрібна торгівля — 11,1 %, фінанси, страхування та нерухомість — 10,1 %.